# روسکی سوخوی ایزیاک
روسکی سوخوی ایزیاک (انگلیسی: Russky Sukhoy Izyak) یک شهرک در شهرستان فیودوروفسکی استان باشقیرستان کشور روسیه است.